# The Road (phim 2009)
The Road là một bộ phim sinh tồn hậu tận thế năm 2009 của Mỹ do John Hillcoal đạo diễn và Joe Penhall viết kịch bản, dựa trên cuốn tiểu thuyết cùng tên năm 2006 của Cormac McCarthy. Bộ phim có sự tham gia diễn xuất của Viggo Mortensen và Kodi Smit-McPhee, trong vai một người cha cùng đứa con trai của mình ở một vùng đất hoang tàn trong thế giới hậu tận thế.
Phim được phát hành giới hạn tại các rạp chiếu phim Bắc Mỹ từ ngày 25 tháng 11 năm 2009, trước khi được phát hành tại các rạp chiếu ở Vương quốc Anh vào ngày 4 tháng 1 năm 2010. Tác phẩm nhận được những đánh giá nói chung là tích cực từ các nhà phê bình; diễn xuất của Mortensen và Smit-McPhee đã nhận được nhiều lời khen ngợi. Phim cũng nhận được nhiều đề cử, bao gồm đề cử Giải BAFTA cho Quay phim xuất sắc nhất.

## Nội dung
Một người đàn ông cùng đứa con trai của anh đấu tranh để tồn tại sau trận đại hồng thủy toàn cầu gây nên sự kiện tuyệt chủng. Họ tìm kiếm nguồn cung và tránh các băng nhóm trộm cướp khi họ đi trên một con đường đến bờ biển với hy vọng rằng nó sẽ ấm hơn.
Nhiều năm trước đó, vợ của người đàn ông này sinh con trai của họ ngay sau thảm họa, và cô ấy dần mất hy vọng. Khi người đàn ông bắn một kẻ đột nhập bằng cách sử dụng một trong ba viên đạn mà họ đã để dành như một biện pháp cuối cùng, cô cáo buộc anh cố tình lãng phí viên đạn để ngăn cô tự sát. Cởi bỏ áo khoác và mũ, cô đi vào rừng, và kể từ đó cô không bao giờ được nhìn thấy nữa.
Ở hiện tại, sau khi bắn một thành viên của băng nhóm ăn thịt người tình cờ gặp họ, người đàn ông chỉ còn lại một viên đạn. Sau đó, khi đi vào một ngôi nhà, anh và cậu bé phát hiện ra những người bị nhốt dưới tầng hầm, bị giam cầm làm để thức ăn cho những kẻ bắt giữ họ. Khi những kẻ ăn thịt người có vũ trang quay trở lại, người đàn ông và con trai anh trốn ở trên lầu. Khi sắp bị phát hiện, người đàn ông chuẩn bị bắn con trai mình, nhưng họ bỏ chạy khi những kẻ ăn thịt người bị phân tâm bởi những tù nhân đang cố trốn thoát.
Tiến xa hơn trên con đường, người đàn ông và cậu bé phát hiện ra một hầm trú ẩn dưới lòng đất chứa đầy đồ ăn đóng hộp và vật dụng. Họ ăn uống và tắm rửa. Khi nghe thấy tiếng động ở phía trên, bao gồm cả tiếng chó sủa, anh quyết định tiếp tục cuộc hành trình, vì ở đây là quá nguy hiểm. Sau đó, đứa con thuyết phục anh chia sẻ thức ăn với một ông già bị mù.
Tại bờ biển, người đàn ông để cậu bé canh giữ tài sản của họ, trong khi anh thì bơi ra biển để tìm kiếm vật phẩm trong một con tàu bị gãy đôi. Cậu bé ngủ thiếp đi và đồ của họ bị đánh cắp. Người đàn ông đuổi theo tên trộm và lấy đi mọi thứ của hắn, thậm chí cả quần áo. Điều này khiến cậu bé đau khổ đến nỗi người đàn ông quay lại và để lại quần áo và một lon thức ăn cho tên trộm.
Khi họ băng qua một thị trấn đổ nát, người đàn ông bị một mũi tên găm vào chân. Anh giết kẻ phục kích bằng một khẩu súng bắn pháo sáng mà anh tìm thấy trên con tàu. Anh tiến đến chỗ hắn rồi phát hiện người bạn đồng hành nữ của hắn ta. Người đàn ông nghĩ rằng gã cung thủ và người phụ nữ đã bám đuôi họ, nhưng cô ấy đã trả lời ngược lại. Người đàn ông bỏ mặc cô ta khóc bên xác của gã cung thủ.
Người đàn ông dần yếu đi và họ buộc phải từ bỏ xe chở đồ và hầu hết tài sản. Tình trạng của người đàn ông xấu đi và cuối cùng anh chết trên một bờ biển. Cậu bé được tiếp cận bởi một người đàn ông khác, cùng với vợ, hai đứa con và con chó của anh ấy, thuyết phục cậu bé rằng anh ta là một trong những "người tốt" và đề nghị bảo vệ cậu. Người vợ nói rằng họ đã theo dõi cậu bé cùng cha cậu. Việc họ là "người tốt" hay chỉ đơn thuần là hành động để lấy lòng tin của cậu bé không bao giờ được hé lộ.

## Diễn viên
Trong phim, chỉ có một nhân vật (Ông già) được đặt tên là Eli. Cảnh danh đề chỉ đơn giản là cho biết vai trò của họ thay vì tên.
- Viggo Mortensen trong vai người đàn ông
- Kodi Smit-McPhee trong vai cậu bé
- Charlize Theron trong vai Người phụ nữ, vợ của người đàn ông (xuất hiện trong một loạt cảnh hồi tưởng). Theron là một người hâm mộ cuốn sách và đã làm việc với nhà sản xuất Nick Wechsler trong bộ phim The Yards năm 2000. Người phụ nữ có một vai trò lớn hơn trong phim so với trong sách, trong đó Hillcoat nói rằng "Tôi nghĩ rằng việc thoát khỏi cuốn sách là điều tốt, miễn là bạn duy trì được tinh thần của nó."
- Robert Duvall trong vai Ông lão Ely
- Guy Pearce trong vai Cựu binh, một người cha lang thang cùng gia đình
- Molly Parker trong vai Người phụ nữ kiêm mẹ của những đứa trẻ, vợ của Cựu chiến binh
- Michael Kenneth Williams trong vai Tên trộm
- Garret Dillahunt trong vai thành viên băng đảng ăn thịt người

## Sản xuất
Vào tháng 11 năm 2006, nhà sản xuất Nick Wechsler đã sử dụng nguồn tài chính độc lập để mua bản quyền chuyển thể điện ảnh của cuốn tiểu thuyết The Road năm 2006, do Cormac McCarthy sáng tác. Khi Wechsler xem bộ phim The Proposition năm 2005 của John Hillcoat sau khi đọc The Road, nhà sản xuất đã quyết định tìm Hillcoat để đạo diễn bộ phim chuyển thể. Wechsler mô tả phong cách của Hillcoat: "Có một cái gì đó tuyệt đẹp trong cái cách mà John nắm bắt được sự nguyên thủy trơ trụi của miền Tây trong bộ phim đó." Vào tháng 4 năm 2007, Joe Penhall được thuê để viết kịch bản chuyển thể. Wechsler và các nhà sản xuất đồng nghiệp Steve và Paula Mae Schwartz đã lên kế hoạch để có một kịch bản và một diễn viên đóng vai người cha, trước khi tìm một nhà phân phối cho tác phẩm. Vào tháng 11 năm sau, nam diễn viên Viggo Mortensen đã tham gia đàm phán với các nhà làm phim để đóng vai người cha, mặc dù anh đang bận rộn với việc ghi hình Appaloosa ở New Mexico.
Tác phẩm có kinh phí 20 triệu USD. Quá trình quay phim bắt đầu ở khu vực đô thị Pittsburgh vào cuối tháng 2 năm 2008, tiếp tục trong tám tuần trước khi chuyển sang tây bắc Pennsylvania, Louisiana và Oregon. Hillcoat thích ghi hình ở các địa điểm thật, nói rằng "Chúng tôi không muốn đi vào thế giới CGI." Pennsylvania, nơi hầu hết các cảnh quay được thực hiện, được chọn vì đánh thuế nhẹ và có rất nhiều địa điểm có vẻ như bị bỏ hoang hoặc mục nát: các bãi than, cồn cát và các khu vực đổ nát của Pittsburgh và các quận lân cận. Việc ghi hình cũng được thực hiện tại khu nghỉ mát giải trí năm 1892 (Công viên Hồ Conneaut) sau khi một trong những tòa nhà của công viên (Phòng khiêu vũ Dreamland) bị phá hủy trong một trận hỏa hoạn vào tháng 2 năm 2008. Các bãi biển của Công viên Bang Presque Isle ở Erie, Pennsylvania cũng được sử dụng. Hillcoat cũng nói về việc sử dụng Pittsburgh như một địa điểm thực tế, "Đó là một nơi tuyệt đẹp vào mùa thu với màu sắc thay đổi, nhưng vào mùa đông, nó có thể rất ảm đạm. Có những dãy phố bị bỏ hoang. Rừng rậm cũng có thể trở nên bạo tàn." Các nhà làm phim cũng quay các cảnh ở các địa điểm của New Orleans đã bị tàn phá bởi cơn bão Katrina và trên Núi St. Helens ở Washington. Đường cao tốc Pennsylvania bị bỏ hoang, hay một đoạn đường hoang vắng giữa Hustontown và Breezewood, Pennsylvania, được sử dụng trong phần lớn quá trình sản xuất.
Hillcoat đã tìm cách làm cho bộ phim trung thành với tinh thần của cuốn sách, tạo ra "một thế giới tổn thương nặng nề", mặc dù hoàn cảnh của sự kiện tận thế không bao giờ được giải thích. Hillcoat nói "Đó là điều khiến nó trở nên thực tế hơn, sau đó nó ngay lập tức nói về sự sống còn và cách bạn vượt qua mỗi ngày, trái ngược với những gì thực sự đã xảy ra." Các nhà làm phim đã tận dụng những ngày có thời tiết xấu để khắc họa thế giới hậu tận thế. Mark Forker, giám đốc hiệu ứng đặc biệt của bộ phim, đã tìm cách làm cho cảnh quan trở nên thuyết phục, xử lý việc thay thế bầu trời và loại bỏ cây xanh khỏi cảnh bằng kỹ thuật số.

## Phát hành

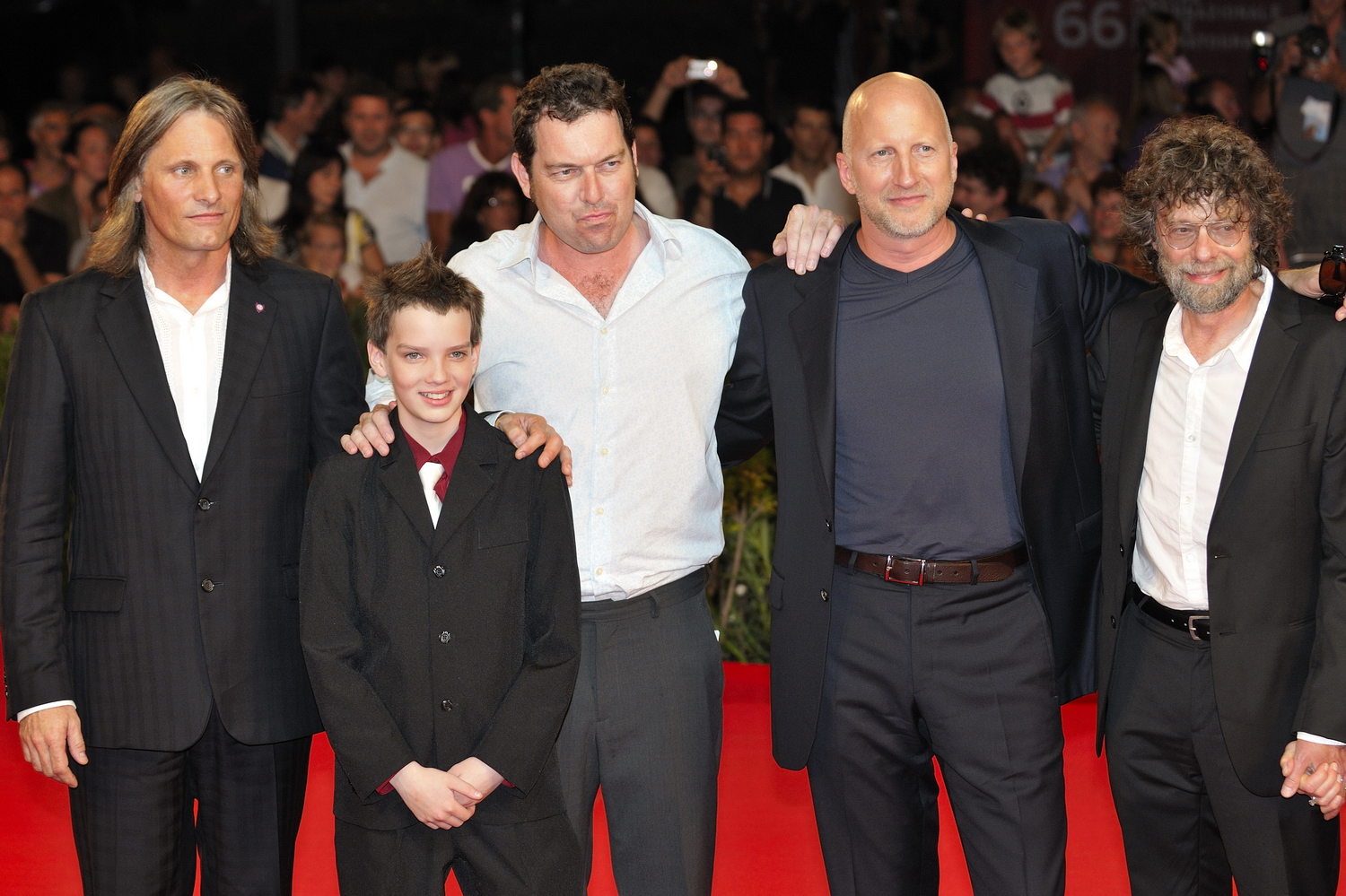
Actors Viggo Mortensen cùng Kodi Smit-McPhee, nhà biên kịch Joe Penhall, đạo diễn John Hillcoat và nhà sản xuất Steve Schwartz tại Liên hoan phim Quốc tế Venezia lần thứ 66.

The Road ban đầu được lên kế hoạch phát hành vào tháng 11 năm 2008. Phim đã bị lùi lại để phát hành vào tháng 12, và sau đó bị lùi lại lần thứ hai vào khoảng năm 2009. Theo The Hollywood Reporter, hãng phim quyết định rằng tác phẩm sẽ được hưởng lợi từ một quy trình hậu kỳ dài hơn và thời điểm ra mắt ít đối thủ cạnh tranh hơn. Ngày phát hành mới đã được dự tính vào ngày 16 tháng 10 năm 2009. Tuy nhiên, theo báo cáo từ Screen Rant và /Film, Weinsteins đã quyết định vào phút chót để trì hoãn bộ phim đến ngày 25 tháng 11 năm 2009, như một động thái có thể làm cho tác phẩm trở thành một ứng cử viên giải Oscar, vượt qua bộ phim trước đó của họ được ấn định vào ngày ấy, một tác phẩm chuyển thể của Rob Marshall từ vở nhạc kịch Nine (cũng được dự đoán là một ứng cử viên giải thưởng lớn) vào tháng 12 năm 2009.
Bộ phim được công chiếu lần đầu trên thế giới vào tháng 9 năm 2009 tại Liên hoan phim Quốc tế Venezia lần thứ 66, nơi tác phẩm tranh giải Sư tử vàng và Sư tử bạc. Phim cũng được trình chiếu tại Liên hoan phim Quốc tế Toronto lần thứ 34.

## Đón nhận

### Đánh giá chuyên môn
Phim đạt 73% tỉ lệ tán thành trên trang tổng hợp đánh giá Rotten Tomatoes, dựa trên 213 bài phê bình, với điểm số trung bình là 6,94/10. Sự đồng thuận cho biết, "Cam kết của The Road đối với tầm nhìn đen tối của Cormac McCarthy có thể tỏ ra quá khó phục đối với một số người, nhưng bộ phim được hưởng lợi từ diễn xuất mạnh mẽ, đầy ám ảnh của Viggo Mortensen và Kodi McPhee." Tác phẩm cũng có số điểm 64/100 trên Metacritic dựa trên 33 bài đánh giá, cho thấy phim thường nhận được những đánh giá tích cực từ giới chuyên môn.
A. O. Scott từ At the Movies nói rằng trong khi bộ phim "chạm đến một vài cử chỉ tình cảm, không bền chặt", anh đã "ngưỡng mộ kỹ xảo và sự thuyết phục của tác phẩm này, và [anh] đã đủ ấn tượng bởi phong cách và diễn xuất để gửi gắm mà bạn chiêm ngưỡng." Peter Travers từ Rolling Stone gọi bộ phim là "bức chân dung đầy ám ảnh của nước Mỹ không có chốn dung thân cho người già hay trẻ nhỏ". Nhà phê bình nhận định "Hillcoat – qua nghệ thuật [diễn xuất] của Mortensen và Smit-McPhee – đã mang theo ngọn lửa tính người chung của chúng ta rồi cho nó cháy sáng và chân thực." Joe Morgenstern từ Wall Street Journal nói rằng người xem phải "tiếp tục cho bản thân vì cuộc sống thân yêu, cố gắng chống lại niềm tin một cách mãnh liệt nhất có thể khi đối mặt với diễn xuất mạnh mẽ, cách làm phim thuyết phục và sự chắc chắn hấp dẫn đến mức khó tin, rằng sẽ không có gì là ổn cả."
Esquire đã trình chiếu bộ phim trước khi nó được phát hành và gọi nó là "bộ phim quan trọng nhất của năm" và "một tác phẩm chuyển thể xuất sắc của một cuốn tiểu thuyết được yêu thích, một cái nhìn tinh tế và đầy yêu thương lỗi thời về cái kết vô cùng tàn nhẫn và tàn bạo của tất cả chúng ta. Bạn muốn họ đến đó, bạn luôn muốn họ đến đó, và bạn rất muốn họ đến đó — nhưng bạn không muốn nó, bất kỳ điều gì trong số đó kết thúc cả." IGN cho tác phẩm 4,5/5 sao, gọi đây là "một trong những bộ phim quan trọng và xúc động nhất mà thật lâu mới đến."
Trong một bài đánh giá ban đầu, The Guardian đã cho The Road 4 trên 5 sao, mô tả tác phẩm là "một bộ phim đầy ám ảnh, đau lòng và mạnh mẽ," còn Mortensen thì "được phân vai một cách hoàn hảo" khi hóa thân thành Người đàn ông. Roger Ebert bộ phim 3,5 trên 4 sao, khen ngợi diễn xuất của Mortensen và Smit-McPhee, nhưng ông đã chỉ trích phim không có sức hút như cuốn sách. Luke Davies của The Monthly mô tả tác phẩm là "tuyệt đẹp, theo một cách kinh khủng, nhưng sự lạnh lùng và lãnh đạm lớn hơn của phim cho thấy rằng nó khó có thể được thấu hiểu để sàng lọc ra tinh thần ấm áp bẩm sinh của một tác phẩm văn học vĩ đại", đồng thời gợi ý những sai sót của bộ phim "có thể liên quan đến quan điểm của đạo diễn — tất cả đều cảm thấy quá tách biệt, theo cách mà cuốn sách không có được sự gần gũi hấp dẫn của nó, "kết luận rằng bộ phim có "quá nhiều hoạt cảnh và diễn xuất thì vẫn chưa đủ."
Một bài đánh giá trên Adbusters đã không chấp thuận cách đặt sản phẩm trong phim, nhưng, theo ghi nhận của Hillcoat, những chi tiết đề cập đến Coca-Cola xuất hiện trong cuốn tiểu thuyết và công ty trên thực tế đã miễn cưỡng về việc sản phẩm của họ được miêu tả trong phim và các nhà làm phim phải khó khăn mới được Coca-Cola cho phép sử dụng. Tờ Washington Post cho biết bộ phim "là một câu chuyện dài, một lời than thở da diết đánh dấu cái chết của niềm hy vọng và sự thúc đẩy của tất cả những gì tươi sáng và tốt đẹp từ thế giới... Tác phẩm sở hữu một sự cuốn hút không thể phủ nhận và một vẻ lớn lao đầy nghiệt ngã, nhưng cuối cùng nó đóng vai trò như một bộ phim xác sống với những mong mỏi về văn học." Tom Huddleston từ Time Out cho rằng "...chắc chắn là tác phẩm ảm đạm nhất và có khả năng thương mại ít nhất trong lịch sử Hollywood gần đây." Anh gọi phim là một "... chiến thắng vang dội", lưu ý rằng "bộ phim có phong cảnh tuyệt đẹp [mà] tạo nên tâm trạng u uất, cộng với phần nhạc nền u buồn của Nick Cave..."
Sam Adams từ Los Angeles Times lưu ý rằng trong khi "...Hillcoat chắc chắn đã thực hiện sự nghiêm túc cần thiết, [...] nhưng bộ phim thiếu đi... một cảm giác vô tội tiềm ẩn, một cảm giác mà dù nhân loại đã chìm sâu đến đâu, thì vẫn có ít nhất một số cơ hội để ngoi trở lại."

### Thành tựu
| Giải thưởng                                    | Ngày trao giải        | Hạng mục                                                 | Đề cử cho                                            | Kết quả   | Chú thích |
| ---------------------------------------------- | --------------------- | -------------------------------------------------------- | ---------------------------------------------------- | --------- | --------- |
| Học viện Điện ảnh Úc                           | 11 tháng 12 năm 2010  | Nam diễn viên chính xuất sắc nhất (Giải thưởng toàn cầu) | Kodi Smit-McPhee                                     | Đề cử     | [ 32 ]    |
| Giải thưởng Điện ảnh Viện Hàn lâm Anh Quốc     | 21 tháng 2 năm 2010   | Quay phim xuất sắc nhất                                  | Javier Aguirresarobe                                 | Đề cử     | [ 33 ]    |
| Giải Lựa chọn của giới phê bình điện ảnh       | 15 tháng 1 năm 2010   | Nam diễn viên chính xuất sắc nhất                        | Viggo Mortensen                                      | Đề cử     | [ 34 ]    |
| Giải Lựa chọn của giới phê bình điện ảnh       | 15 tháng 1 năm 2010   | Diễn viên trẻ xuất sắc nhất                              | Kodi Smit-McPhee                                     | Đề cử     | [ 34 ]    |
| Giải Lựa chọn của giới phê bình điện ảnh       | 15 tháng 1 năm 2010   | Hóa trang xuất sắc nhất                                  |                                                      | Đề cử     | [ 34 ]    |
| Hội phê bình phim Denver                       | 2009                  | Nam diễn viên chính xuất sắc nhất                        | Viggo Mortensen                                      | Đề cử     |           |
| Cộng đồng các nhà phê bình phim Houston        | 17 tháng 12 năm 2009  | Nam diễn viên chính xuất sắc nhất                        | Viggo Mortensen                                      | Đề cử     | [ 35 ]    |
| Cộng đồng các nhà phê bình phim San Diego      | 15 tháng 12 năm 2009  | Nam diễn viên chính xuất sắc nhất                        | Viggo Mortensen                                      | Đề cử     | [ 36 ]    |
| Cộng đồng các nhà phê bình phim San Diego      | 15 tháng 12 năm 2009  | Quay phim xuất sắc nhất                                  | Javier Aguirresarobe                                 | Đoạt giải | [ 36 ]    |
| Giải Satellite                                 | 20 tháng 12 năm 2009  | Chỉ đạo nghệ thuật và thiết kế sản xuất xuất sắc nhất    | Chris Kennedy                                        | Đề cử     | [ 37 ]    |
| Giải Sao Thổ                                   | 24 tháng 6 năm 2010   | Nam diễn viên chính xuất sắc nhất                        | Viggo Mortensen                                      | Đề cử     | [ 38 ]    |
| Giải Sao Thổ                                   | 24 tháng 6 năm 2010   | Diễn viên trẻ xuất sắc nhất                              | Kodi Smit-McPhee                                     | Đề cử     | [ 38 ]    |
| Giải Scream                                    | 19 tháng 10 năm 2010  | Phim khoa học viễn tưởng hay nhất                        |                                                      | Đề cử     | [ 39 ]    |
| Giải Scream                                    | 19 tháng 10 năm 2010  | Diễn viên nam đột phá                                    | Kodi Smit-McPhee                                     | Đề cử     | [ 39 ]    |
| Cộng đồng phê bình phim St. Louis Gateway      | 21 tháng 12 năm 2009  | Nam diễn viên phụ xuất sắc nhất                          | Robert Duvall                                        | Đề cử     |           |
| Hiệp hội phê bình phim Toronto                 | 16 tháng 12 năm 2009  | Nam diễn viên chính xuất sắc nhất                        | Viggo Mortensen                                      | Đề cử     | [ 40 ]    |
| Hội phê bình phim Utah                         | 2009                  | Nam diễn viên chính xuất sắc nhất                        | Viggo Mortensen                                      | Đoạt giải |           |
| Liên hoan phim Quốc tế Venezia                 | 2–12 tháng 9 năm 2009 | Sư tử vàng                                               | John Hillcoat                                        | Đề cử     | [ 41 ]    |
| Hiệp hội Hiệu ứng Hình ảnh                     | 10 tháng 2 năm 2010   | Hiệu ứng hình ảnh hỗ trợ nổi bật trong một bộ phim       | Mark O. Forker, Phillip Moses, Ed Mendez, Paul Graff | Đề cử     | [ 42 ]    |
| Hiệp hội phê bình phim khu vực Washington D.C. | 7 tháng 12 năm 2009   | Nam diễn viên chính xuất sắc nhất                        | Viggo Mortensen                                      | Đề cử     |           |
| Hiệp hội phê bình phim khu vực Washington D.C. | 7 tháng 12 năm 2009   | Kịch bản chuyển thể xuất sắc nhất                        | Joe Penhall                                          | Đề cử     |           |

## Phương tiện tại gia
Phiên bản DVD và Blu-ray được phát hành vào ngày 17 tháng 5 năm 2010 tại Vương quốc Anh, và vào ngày 25 tháng 5 năm 2010 tại Hoa Kỳ.